# Microsoft Exchange Server
Microsoft Exchange Server é uma aplicação servidora de e-mails, desenvolvido pela Microsoft, e que pode ser instalado somente em plataformas da família Windows Server.
O servidor de e-mail pode ser acessado por diversos clientes, como toda família Unix-like,  Microsoft Windows 95/98/Me/2000 Professional/XP/Vista/7/8 e atualmente também funcionará na plataforma Mac OS X da Apple Inc.,  Mac OS X v10.6 - Snow Leopard; encontra-se atualmente na versão 2016.

## Exchange Server 2013
A versão 2013 do Microsoft Exchange Server se apoia em pilares como segurança e flexibilidade, se tornou uma ferramenta importante no mundo corporativo. Com usuários cada vez mais buscando uma solução que seja flexível e esteja aonde os usuários precisam, quando precisam, se tornou indispensável o uso de soluções como o Microsoft Exchange Server.
Alguns pontos merecem destaque na nova versão do Microsoft Exchange Server, como por exemplo:
- Abordagem simplificada a alta disponibilidade e recuperação de desastres;
- Novos recursos de autoatendimento para ajudar os usuários a realizar tarefas comuns sem chamar a assistência técnica;
- Usuários podem receber suas mensagens de voz na caixa de entrada com visualização em texto;
- Ajuda ativamente a proteger suas comunicações através de defesas embutidas contra vírus e lixo eletrônico e com suporte para uma variedade de produtos de segurança de terceiros.